# Arc System Works
Arc System Works est une entreprise japonaise de développement et d'édition de jeux vidéo basée à Yokohama et fondée par Minoru Kidooka en mai 1988.
La société est connue pour ses jeux de combat notamment les séries Guilty Gear et BlazBlue ou encore le jeu Dragon Ball FighterZ.

## Historique
Arc System a été fondée sous le nom de Arc Co., Ltd en janvier 1988 et constituée en tant que société au mois de mai de la même année. L'entreprise ne comptait à l'époque qu'environ huit développeurs ayant pour la plupart travaillé auparavant chez Sega incluant son fondateur Minoru Kidooka. La compagnie fut renommée Arc System Works en 1991 et édita son premier jeu vidéo en 1995, soit Exector pour la PlayStation.
Le 15 juin 2015, Arc System Works fait l'acquisition auprès de Million Co., Ltd de l'ensemble des propriétés intellectuelles de Technōs Japan tels que Double Dragon et Kunio-Kun. Déjà avant son acquisition de la librairie de Million, l'entreprise était l'éditeur des jeux vidéo de Technos sur la Console virtuelle au Japon,. Après la transaction avec Million, Arc System Works mit fin aux droits de publication que détenait Aksys Games pour la Console virtuelle en Amérique du Nord,, bien que là encore Arc System Works était déjà chargé de l'édition de certains titres de Technos dans la région.